# Esther Cañadas
Esther Cañadas (Albacete; 1 de març de 1977) és una model i actriu espanyola.

## Biografia
Va néixer a Albacete l'1 de març de 1977. En la seva etapa de la infància estudià al col·legi de la Albufereta d'Alacant. Als 14 anys, es va traslladar a Barcelona per a començar en el món de la moda. Dos anys més tard va viatjar a Nova York per a presentar-se al concurs de Supermodel. Cañadas ha desfilat en nombroses passarel·les com les de París, Milà o Nova York, per a marques com Chloé, Gucci, Dolce & Gabbana, Versace, Chanel, Michael Kors, Calvin Klein, Alexander McQueen, Yves Saint Laurent, Valentino, Moschino, Victoria's Secret i Givenchy. Va ser la musa de la dissenyadora estatunidenca Donna Karan, i ha estat la imatge de Donna Karan (i DKNY), Emporio Armani, Versace i Gianfranco Ferré. Cañadas ha estat en les portades dels més importants periòdics internacionals com també Vogue, Harper's Bazaar, Marie Claire  treballant amb fotògrafs com Steven Meisel, Helmut Newton, Peter Lindbergh, Richard Avedon, Ellen Von Unwerth, Herb Ritts.
En 1999 Cañadas va fer el seu debut al cinema actuant en la pel·lícula The Thomas Crown Affair al costat dels actors Pierce Brosnan i Rene Russo.
El 12 de juny de 1999 es va casar amb el model Mark Vanderloo, però es van separar el novembre de 2000. Posteriorment, a l'abril de 2007, també es va casar amb el pilot de MotoGP Sete Gibernau a una masia de Girona. No obstant això, un any després de les noces i després de quatre de convivència, la parella va decidir finalitzar el seu matrimoni.
En 2014 va superar una malaltia del sistema immunològic que la va obligar a mantenir una medicació de cortisona durant 5 anys més. Al desembre de 2014, va néixer la seva primera filla, anomenada Galia Santina.
En febrer de 2020 va tornar a les passarel·les desfilant al Gran Finale de Balmain.

## Filmografia
- 1999, El secret de Thomas Crown com Anna Knutzhorn.
- 2001, Torrente 2: Misión en Marbella en un cameo.
- 2003, Trileros com Lola (Premi Godoy a la pitjor actriu de repartiment)[7]